# Karolina Lodyga

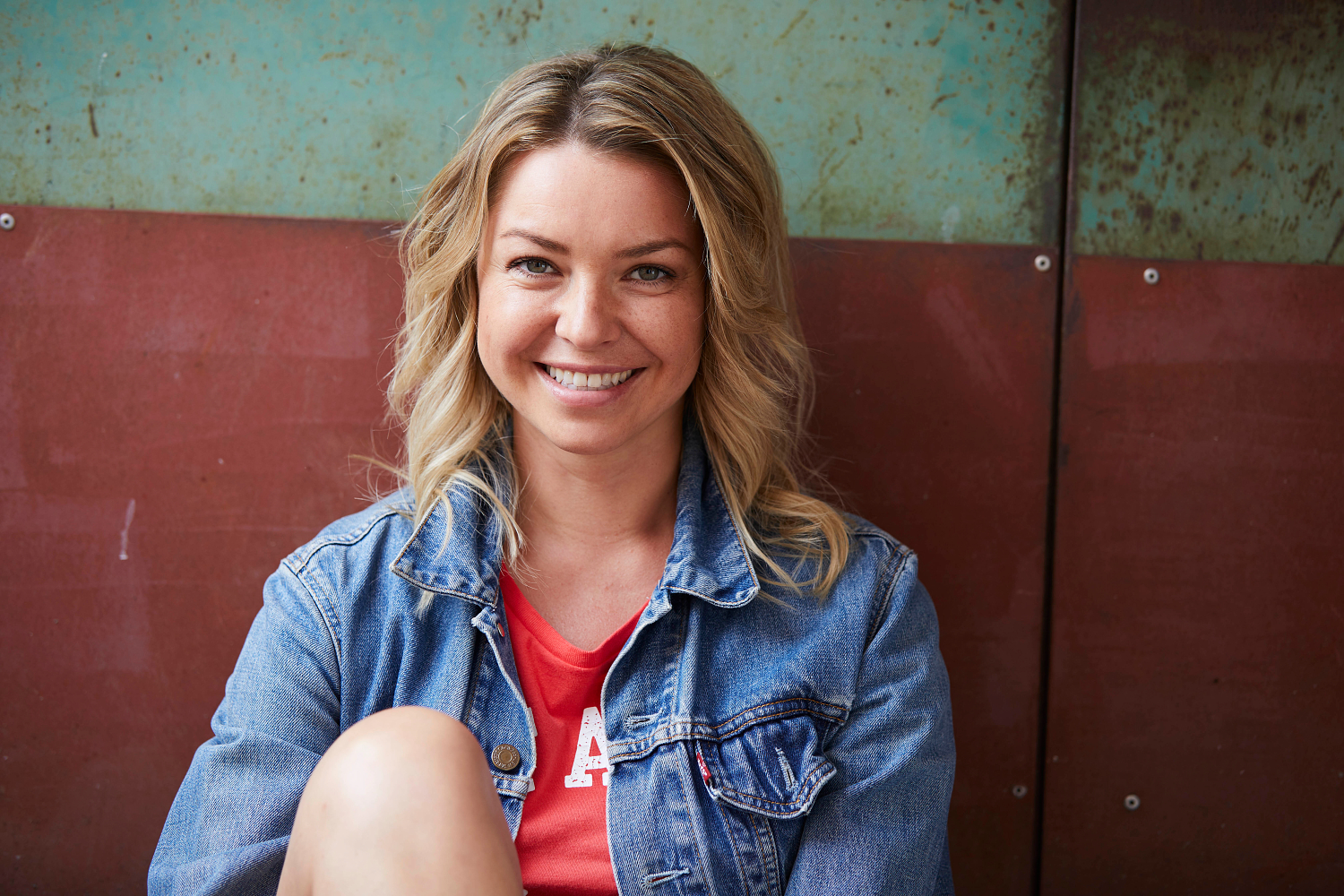
Karolina Lodyga-Werner (2018)

Karolina Lodyga-Werner (* 13. April 1984 in Gdynia, Polen; polnische Schreibweise Łodyga) ist eine deutsche Schauspielerin.

## Leben
Karolina Lodyga absolvierte von 2001 bis 2003 eine Schauspielausbildung an der Berliner Schule für Bühnenkunst und anschließend von 2003 bis 2007 an der Transform Schauspielschule Berlin. Ab 2004 hatte sie mehrere Theaterengagements. Am Teatr Studio am Salzufer, einer deutsch-polnischen Studiobühne in Berlin, mit Theater-Kooperationsprojekten in Warschau, Stettin und Krakau, hatte sie von 2004 bis 2007 verschiedene Rollen in Stücken von Tadeusz Różewicz, Stanisław Ignacy Witkiewicz und in Don Juan kommt aus dem Krieg von Ödön von Horváth. Am Schlosstheater Celle übernahm sie 2007 die Hauptrolle in einer Bühnenfassung von Alice im Wunderland nach dem Roman des englischen Schriftstellers Lewis Carroll. 2008 trat sie an der Komödie Dresden als Brooke in Der nackte Wahnsinn von Michael Frayn auf.
Bekanntheit erlangte Karolina Lodyga vor allem durch ihre Hauptrolle als Katja Polauke in der Telenovela Anna und die Liebe. Sie spielte darin seit 2008 die intrigante Halbschwester der weiblichen Hauptrolle Anna. Nach 361 Folgen stieg Lodyga 2010 aus der Serie aus. Sie spielte dann unter der Regie von Dominik Graf eine durchgehende Nebenrolle in der preisgekrönten Fernsehserie Im Angesicht des Verbrechens. Im Januar 2011 war sie in der ZDF-Serie Küstenwache in einer Episodenhauptrolle (als vermeintlich entführte Ehefrau Nadja Jedenborg) zu sehen. Im Januar 2011 drehte Lodyga eine Episode der Serie Der Kriminalist, die im November 2011 ausgestrahlt wurde; sie spielte Katya Bogner, die aus der Ukraine stammende vielleicht schwangere Ehefrau des Inhabers einer Security-Firma. Von März 2011 bis Juni 2011 und nochmals vom 28. Oktober 2011 bis zum 29. November 2011 war sie wieder in der Rolle der Katja Polauke in der Sat.1-Telenovela Anna und die Liebe zu sehen.
2012 spielte Lodyga zusammen mit ihren ehemaligen Anna und die Liebe-Kollegen Roy Peter Link und Patrick Kalupa in einer Episode der ARD-Serie In aller Freundschaft; sie verkörperte darin die leidenschaftliche Kletterin Annika Behnke, die eine kurze Affäre mit dem besten Freund ihres Mannes hatte. In der 4. Staffel der ZDF-Serie SOKO Stuttgart (2012) übernahm sie eine Episodenrolle als Ex-Callgirl und tatverdächtige Lebensgefährtin eines Stuttgarter Immobilien-Tycoons. In der 12. Staffel von SOKO Leipzig (2012) war sie die russische Nachbarin und Ex-Prostituierte Katja Voshenka. 2012 war sie außerdem neben Fabian Stumm und Julia Horvath in der Dreiecksgeschichte Vater, einem Kurzfilm von Mia Meyer, zu sehen.
Im Oktober 2014 spielte Lodyga an der Seite von Hannes Jaenicke (in der Rolle des Berliner Bauunternehmers Karlheinz Kluss) die weibliche Hauptrolle Wanda in dem ARD-Fernsehfilm … und dann kam Wanda. Sie verkörperte darin eine junge Deutsch-Polin, die ihr Jura-Studium aus Prüfungsangst nicht abgeschlossen hat, nunmehr als Kellnerin in einem Strip-Lokal jobbt und als Kindermädchen engagiert wird. Lodyga erhielt für ihre Darstellung sehr gute Kritiken und wurde u. a. als „Entdeckung des Films“ bezeichnet.
Im Oktober 2014 war Lodyga außerdem in der ZDF-Fernsehserie Herzensbrecher – Vater von vier Söhnen in einer Episodenhauptrolle zu sehen; sie spielte darin die junge polnische Pflegerin Ewa. In der ZDF-Krimiserie SOKO Leipzig spielte sie in der Folge Doktor Tod (Erstausstrahlung: Januar 2015) die Rolle der Krankenschwester Sophie Meier, die als „Racheengel“ Ärzte aus der ehemaligen DDR, die im Rahmen von klinischen Teststudien für den Tod ihrer Mutter verantwortlich waren, ermordet.
In dem Fernsehfilm Eins ist nicht von dir (2015) mit Michael Gwisdek in der Hauptrolle spielte sie, an der Seite von David Rott, die Verlobte und zukünftige Schwiegertochter Jessica. In dem deutsch-polnischen Fernsehfilm Heimat ist kein Ort (2015) spielte sie die Medizinstudentin Jule, die Tochter der Krankenschwester Inge Kurbjuweit (Marie Gruber). In dem Kinofilm Treppe aufwärts (2015) war sie als ukrainische Thekenwirtin Dosie zu sehen. In der ZDF-Krimireihe Kommissarin Heller (Erstausstrahlung: Januar 2016) spielte sie die aus Russland stammende Ehefrau eines ermordeten Star-Kochs. In dem auf Das Erste ausgestrahlten Fernsehfilm Keine Ehe ohne Pause war Lodyga als Nancy Krause, die Inhaberin des örtlichen Frisörsalons, zu sehen. Im Tatort: Das Recht, sich zu sorgen (Mai 2016), dem zweiten Fall des Franken-Tatorts, war sie als junge polnische Putzfrau Agnieszka in einer Hauptrolle zu sehen. In der 4. Staffel der ZDF-Serie Herzensbrecher – Vater von vier Söhnen nahm sie in der Folge Tiefe Gräben (Erstausstrahlung: November 2016) ihre Rolle als Ewa wieder auf.
In der seit 2016 ausgestrahlten ARD-Fernsehreihe Die Eifelpraxis spielt Lodyga durchgehend die polnische Haushaltshilfe Danuta Masik und Freundin der als Versorgungsassistentin tätigen weiblichen Hauptfigur Vera Mundt (Rebecca Immanuel).
2017 folgen zahlreiche Auftritte in TV-Serien, u. a. in der ZDF-Serie SOKO Stuttgart (Februar 2017) als tatverdächtige, aus der Ukraine stammende Haushälterin eines alleinerziehenden, erfolgreichen IT-Unternehmers und in der ZDF-Serie SOKO München (März 2017) als russlanddeutsche Prostituierte Nadja Kasull. Im Dezember 2017 war Lodyga dann zunächst in der ZDF-Serie Dr. Klein ebenfalls in einer Episodenhauptrolle zu sehen, als alleinerziehende, in schwierigen finanziellen Verhältnissen lebende Mutter einer an Diabetes erkrankten Tochter. Ende Dezember 2017 folgte eine Episodenrolle in der österreichischen Krimiserie SOKO Kitzbühel als tatverdächtige, hochverschuldete Verlobte eines Giftopfers.
2018 folgten Episodenrollen in den TV-Serien In aller Freundschaft – Die jungen Ärzte (als Mutter einer jungen Patientin), SOKO Leipzig (als Ehefrau eines ermordeten Gärtners) und Großstadtrevier (als schwangere Miteigentümerin einer Rohbau-Wohnung, mit Tim Ehlert als Partner). 2019 war sie im ZDF in den Fernsehreihen Ein starkes Team (als Mitglied einer Berliner Kleingarten- und Laubenkolonie) und Ella Schön (als alte Schulfreundin des Junggesellen Jannis) zu sehen. In dem Fernsehfilm Nimm Du ihn (Erstausstrahlung: September 2019) war sie an der Seite von Simon Schwarz dessen „hysterische“ Ehefrau Carmen. In der 11. Staffel der österreichischen Krimiserie SOKO Donau (Erstausstrahlung: Dezember 2019) übernahm sie eine dramatische Episodenhauptrolle als alleinerziehende Mutter, deren 14-jähriger Sohn bei einem „Blumentopf-Attentat“ tödlich verletzt wird. In der Neujahrsfolge der ZDF-Fernsehreihe Kreuzfahrt ins Glück (Januar 2020) spielte sie eine Hauptrolle als frühere Betreuerin und Kabinenstewardess Iga, die nach der Hochzeit mit einem ehemaligen Oldtimer-Rennfahrer, der nach einem Unfall im Rollstuhl sitzt, von dessen beiden Kindern „weggemobbt“ werden soll. Im Kärntner Landkrimi Waidmannsdank (2020) spielte sie die deutsche Köchin Betti Skawronek, die sich gemeinsam mit dem Bauern Hannes Guggenbauer mit dem Geld vom Verkauf des Hofes ein neues Leben auf Grado aufbauen will. In der ab Mai 2021 erstmals auf Das Erste ausgestrahlten Krimireihe Der Masuren-Krimi spielt Lodyga die selbstbewusste, aus der Landeshauptstadt Olsztyn stammende Kriminalkommissarin Zofia Kowalska. In der ZDF-Dramaserie Der Überfall (2022) spielte Lodyga eine der Hauptrollen, die Ehefrau und Mutter Miriam Merizadi, die unschuldig in eine Familientragödie gerät, ihren Mann verliert und um das Leben ihres Sohnes fürchten muss.
2009 nahm sie mit vier weiteren Anna und die Liebe-Darstellern an der Sat.1-Show Yes, we can Dance teil, außerdem auch an der Kabel-eins-Action-Show Fort Boyard.
Im Juli 2021 wirkte Lodyga im Musik-Video zur Single Weil du lachst der Sängerin Jeanette Biedermann mit. Die beiden drehten von 2008 bis 2011 zusammen für die Serie Anna und die Liebe.
Lodyga ist verheiratet und lebt im Bayreuther Umland. Sie gibt Polnisch als Muttersprache an und spricht fließend Deutsch.

## Filmografie
- 2008: Point of View
- 2008–2010, 2011: Anna und die Liebe (Telenovela, Folgen 1–361, 647–717, 810–827)
- 2008–2009: Im Angesicht des Verbrechens (TV-Serie, ARD/arte)
- 2009: Apfelsaft
- 2010: Schiffe Versenken (Kurzfilm)
- 2010: Das Ritual
- 2011: Küstenwache (TV-Serie, ZDF; Folge: Aufgespürt)
- 2011: Der Kriminalist (TV-Serie, ZDF; Folge: Der Beschützer)
- 2011: Tatort: Borowski und die Frau am Fenster (Fernsehreihe, ARD)
- 2011: Das unsichtbare Mädchen (Fernsehfilm)
- 2011: Vater (Kurzfilm)
- 2012: Die vierte Macht
- 2012: Das ist ja das Leben selbst! (Kinofilm)
- 2012: In aller Freundschaft (TV-Serie, ARD; Folge: Am Abgrund)
- 2012: SOKO Stuttgart (TV-Serie, ZDF; Folge: Tödliche Bilanz)
- 2012: SOKO Leipzig (TV-Serie, ZDF; Folge: Angst)
- 2013: Tatort: Kaltblütig (Fernsehreihe, ARD)
- 2013: Rosa Roth (Fernsehreihe, ZDF)
- 2014: Der letzte Bulle (TV-Serie, Sat 1, Folgen 56, 59–60)
- 2014: ... und dann kam Wanda (Fernsehfilm)
- 2014: Herzensbrecher – Vater von vier Söhnen (TV-Serie, ZDF; Folge: Die letzte Reise)
- 2014: Kommissar Marthaler – Partitur des Todes
- 2015: SOKO Leipzig (TV-Serie, ZDF; Folge: Doktor Tod)
- 2015: Eins ist nicht von dir (Fernsehfilm)
- 2015: Heimat ist kein Ort (Fernsehfilm)
- 2015: Nacht der Angst (Fernsehfilm)
- 2015: Treppe aufwärts (Kinofilm)
- 2016: Kommissarin Heller: Hitzschlag (Fernsehreihe)
- 2016: Keine Ehe ohne Pause (Fernsehfilm)
- 2016: Tatort: Das Recht, sich zu sorgen (Fernsehreihe)
- 2016–2019: Die Eifelpraxis (Fernsehreihe, 9 Folgen)
- 2016: Herzensbrecher – Vater von vier Söhnen (TV-Serie, ZDF; Folge: Tiefe Gräben)
- 2016: Schlimmer geht immer (Fernsehfilm)
- 2016: Verführt – In den Armen eines Anderen (Fernsehfilm)
- 2017: SOKO Stuttgart (TV-Serie, ZDF; Folge: Ferngesteuert)
- 2017: SOKO München (TV-Serie, ZDF; Folge: Tod im Biergarten)
- 2017: Kommissar Pascha (Fernsehreihe)
- 2017: Schnell ermittelt (TV-Serie, ORF; Folge: Dr. Knut Holm)
- 2017: Dr. Klein (TV-Serie, ZDF; Folge: Perspektiven)
- 2017: SOKO Kitzbühel (TV-Serie, ZDF; Folge: Mord auf Raten)
- 2017–2019: 4 Blocks (Fernsehserie)
- 2018: In aller Freundschaft – Die jungen Ärzte (TV-Serie, Das Erste; Folge: Eine Frage des Vertrauens)
- 2018: SOKO Leipzig (TV-Serie, ZDF; Folge: Nie genug)
- 2018: Großstadtrevier (TV-Serie, Das Erste; Folge: Eine Frage der Gerechtigkeit)
- 2019: Ein starkes Team: Erntedank (Fernsehreihe, ZDF)
- 2019: Einstein (Fernsehserie, SAT1; Folge: Extension)
- 2019: Ella Schön (Fernsehreihe, ZDF; Folge: Sturmgeschwister)
- 2019: Nimm Du ihn (Fernsehfilm, Das Erste)
- 2019: Wolfsland – Das heilige Grab (Fernsehreihe, Das Erste)
- 2019: SOKO Donau (Fernsehserie, ORF/ZDF; Folge: Schuld)
- 2020: Kreuzfahrt ins Glück – Hochzeitsreise nach Menorca (Fernsehreihe, ZDF)
- 2020: Wischen ist Macht (Fernsehserie, ORF; Folge: Alles für den Hugo)
- 2020: Der Alte und die Nervensäge (Fernsehfilm, Das Erste)
- 2020: Landkrimi – Waidmannsdank (Fernsehreihe, ORF/ZDF)
- 2020: Morden im Norden (Fernsehserie, Das Erste; Folge: Atemnot)
- seit 2021: Der Masuren-Krimi (Fernsehreihe)
  - 2021: Fryderyks Erbe
  - 2021: Fangschuss
  - 2023: Marzanna, Göttin des Todes
  - 2023: Freund oder Feind
  - 2024: Blutgeld
  - 2024: Die verlorene Tochter
  - 2025: Liebestod
  - 2025: Mord in Galindien
- 2021: Sankt Maik (Fernsehserie, RTL)
- 2022: Ostfriesensühne
- 2022: Nachricht von Mama (Fernsehserie, SAT1)
- 2022: Der Überfall (Fernsehserie, ZDF)
- 2022: Die Glücksspieler (Fernsehserie, Das Erste)
- 2022: Bettys Diagnose (Fernsehserie, ZDF; Folge: Liebestest)
- 2023: Der Bergdoktor (Fernsehserie, ZDF; Folge: Eine schwere Last)
- 2023: Letzte Spur Berlin (Fernsehserie, ZDF; Folge Volles Risiko)
- 2023: Friesland: Landfluchten (Fernsehreihe, ZDF)
- 2024: Der Alte (Fernsehserie, ZDF; Folge Das gute Leben)

## Theater
- 2004/2005: Weiße Ehe
- 2005: Narr und Nonne (Hauptrolle)
- 2006: Don Juan kommt aus dem Krieg
- 2007: Eine alte Frau brütet
- 2007: Alice im Wunderland (Hauptrolle als Alice)
- 2008: Der nackte Wahnsinn